# لیندا مک‌من
لیندا ماری مک‌من (انگلیسی: Linda Marie McMahon؛ زادهٔ ۴ اکتبر ۱۹۴۸) سیزدهمین وزیر آموزش ایالات متحده آمریکا از ۳ مارس ۲۰۲۵ است. همچنین وی سیاستمدار، مدیر عامل اجرایی و کشتی‌گیر حرفه‌ای بازنشستهٔ آمریکایی است. او از سال ۲۰۱۷ تا ۲۰۱۹ به‌عنوان بیست و پنجمین رئیس اداره کسب‌وکارهای کوچک خدمت کرد.
مک‌من، همراه با همسرش وینس مک‌من، شرکت سرگرمی ورزشی تایتان اسپرتز (بعدها ورلد رسلینگ اینترتینمنت) را تأسیس کرد که از سال ۱۹۸۰ تا ۲۰۰۹ به عنوان رئیس و سپس مدیرعامل آن مشغول به کار بود. در این مدت، این شرکت از یک تجارت منطقه‌ای در شمال‌شرقی ایالات متحده به یک کورپوریشن چندملیتی تبدیل شد.
در سال ۲۰۰۹، مک‌من دبلیودبلیوئی را ترک کرد تا برای یک کرسی در سنای ایالات متحده از کنتیکت به عنوان جمهوری‌خواه نامزد شود، اما در انتخابات عمومی سال ۲۰۱۰ از ریچارد بلومنتال دموکرات شکست خورد. او نامزد جمهوری‌خواهان برای دیگر کرسی سنای کنتیکت در رقابت‌های انتخاباتی ۲۰۱۲ بود، اما از کریس مورفی دموکرات شکست خورد.
در ۲۹ مارس ۲۰۱۹، دولت ترامپ اعلام کرد مک‌من به عنوان رئیس اداره کسب‌وکارهای کوچک کناره‌گیری می‌کند تا مسئولیت‌های جدیدی را در کمپین انتخاب مجدد ترامپ به عهده بگیرد و این استعفا در ۱۲ آوریل اجرایی شد. در ۱۹ نوامبر ۲۰۲۴، مک‌من توسط دونالد ترامپ به عنوان وزیر آموزش معرفی شد.

## اوایل زندگی
لیندا ماری ادواردز در نیو برن، کارولینای شمالی، در یک خانواده ولزی-آمریکایی به دنیا آمد. او تک فرزند بود و به عنوان «تام‌بوی» بزرگ شد در حالی که بسکتبال و بیسبال بازی می‌کرد. والدینش هر دو کارمند پایگاه نیروی هوایی، دریایی چری پوینت بودند. او در یک خانواده محافظه‌کار باپتیست بزرگ شد، اما در سال‌های آخر عمر به کاتولیک رومی گروید.